# Dörfl (Gemeinde Assling)
Dörfl ist ein Ort im Tiroler Pustertal wie auch Fraktion (Ortschaft) und Katastralgemeinde der Gemeinde Assling im Bezirk Lienz (Osttirol).

## Geographie
Dörfl befindet sich etwa 8 Kilometer westlich von Lienz und um die 2½ Kilometer östlich talauswärts von Assling. Es liegt auf der Nordseite des Pustertales auf der Talterrasse auf um die 1250 m ü. A. Höhe, am Fuß des Bösen Weibele (2521 m ü. A.) der Villgratner Berge, oberhalb von Thal. Der Ort umfasst knapp 20 Gebäude mit etwa 60 Einwohnern.
Die Katastralgemeinde Dörfl mit 411,42 Hektar zieht sich bis unterhalb des Rastl (2403 m ü. A.) hinauf, dort liegen auch im Quellgebiet des Romenurbachs die zur Ortschaft gehörigen Almen Äußerster Kaser und Veidlerkaser. Klausen unterhalb gehört nicht mehr zum Katastralgebiet.
Die Pustertaler Höhenstraße verläuft gut 100 Meter unterhalb, den Ort erreicht man über Penzendorf herauf.
|                        | ∗                                           |                           |
| Penzendorf (O u. KG) ∗ | Kompassrose, die auf Nachbargemeinden zeigt | Schrottendorf (O u. KG) ∗ |
|                        | Klausen (O) ∗                               |                           |

∗ Die KG Schrottendorf umfasst die KG Dörfl nördlich und südlich. Die KG Penzendorf zieht sich bis in den Süden von Dörfl, Klausen gehört teils zu dieser und teils zu Schrottendorf.

## Geschichte und Infrastruktur

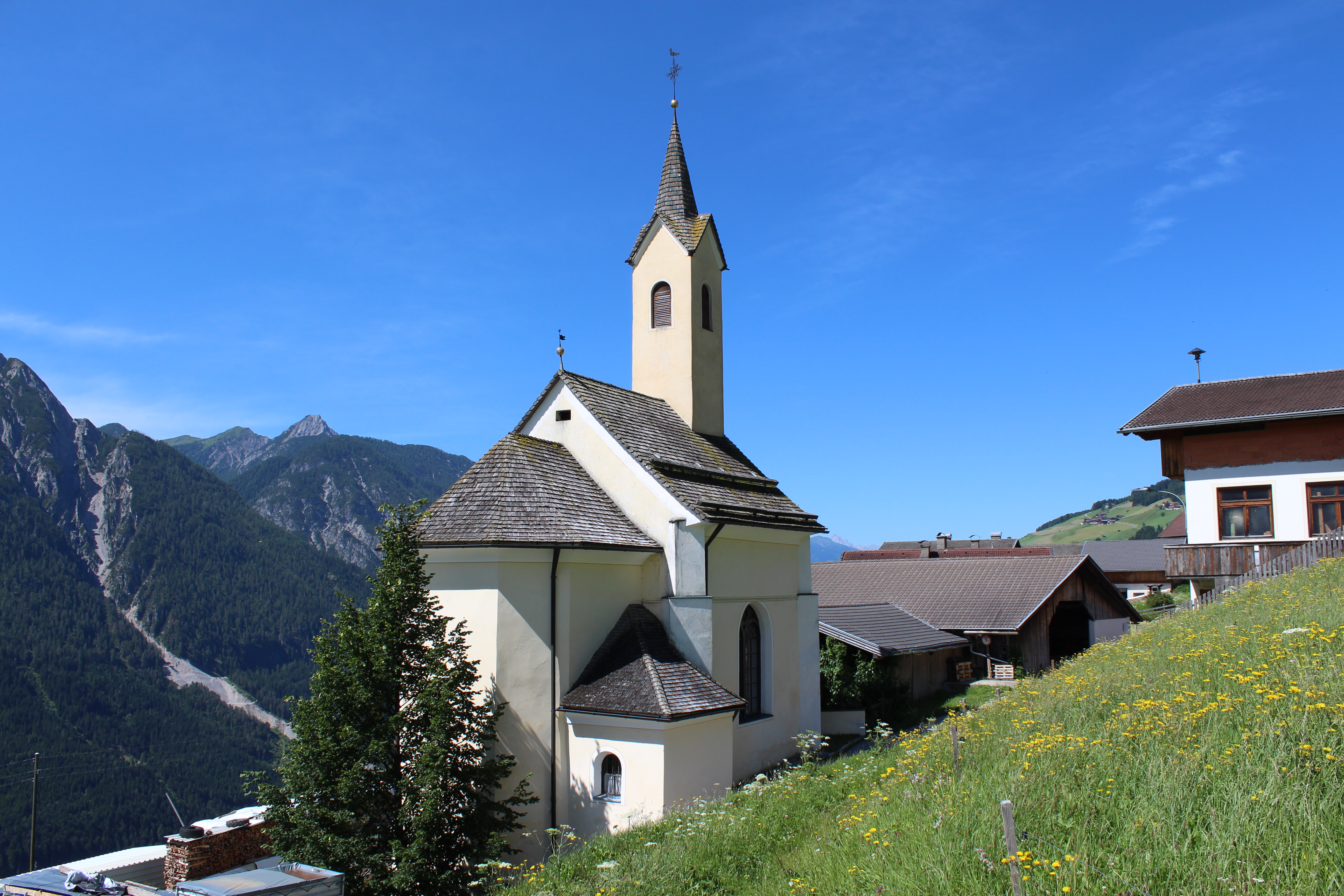
Kapelle Maria vom guten Rat in Dörfl.

Dörfl ist erstmals 1545 mit 6 Urhöfen urkundlich.
Die Ortskapelle heißt Unserer lieben Frau vom guten Rat. Sie wurde 1859/60 als Nachfolgebau einer abgetragenen Marienkapelle errichtet. Das gotisierende Kircherl hat einen turmartigen Dachreiter, einen eingezogenen polygonalen Chor. Bei einer jüngeren Restaurierung wurde das Dach neu schindelgedeckt. Das Interieur stammt aus der Bauzeit. Sie steht unter Denkmalschutz.